# Besson H-3
Il Besson H-3 fu un idrovolante triplano da turismo sviluppato dall'azienda aeronautica francese Société de construction aéronautiques et navales Marcel Besson nei primi anni venti e rimasto allo stadio di prototipo.

## Storia del progetto
Fu presentato nel 1919 dal costruttore di Boulogne-Billancourt Marcel Besson, durante il Salone della locomozione aerea di Parigi.
Esso si caratterizzava per essere un triplano con ali di uguale lunghezza; con due posti in tandem protetti da un semplice parabrezza. Montava un motore rotativo a 9 cilindri Rhône 9Z da 80 hp con elica traente bipala in legno, posto su un semplice traliccio a tre assi al centro dell'ala centrale.
Successivamente venne installato un motore rotativo più potente Clerget 9B da 130 CV. Il prototipo, per la ridotta richiesta di mercato di questo tipo di velivoli, non entrò mai in produzione di serie.